# Alexandria (Rumänien)

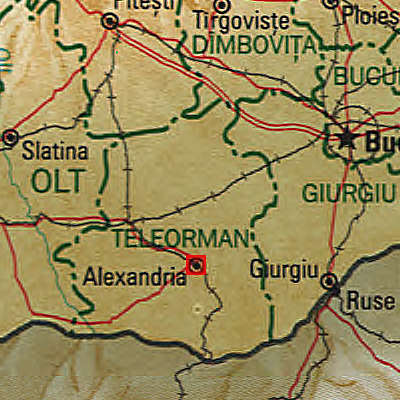
Alexandria (rotes Viereck) – Rumänien – Nachbarorte: Giurgiu, Russe (Bulgarien), Slatina, Târgoviște, Ploiești, Bukarest

Alexandria (Ausspracheⓘ) ist eine Stadt in Rumänien und die Hauptstadt des Kreises Teleorman. Sie liegt südlich von Bukarest in der Nähe der Grenze zu Bulgarien. Die Stadt liegt am rechten Ufer des Flusses Vedea, etwa 35 Kilometer (Luftlinie) nördlich der Donau.

## Geschichte
Der Ort wurde Anfang des 19. Jahrhunderts von Bewohnern aus Mavrodin und Zimnicea gegründet. 1834 nach Plänen des Moritz von Ott (auch fälschlicherweise Otto von Moritz benannt) – der auch die Städte Brăila und Giurgiu sowie in Turnu Severin mit Xavier Villacrosse geplant hatte – gestaltet, wurde der Ort nach dem Gospodar Alexandru Ghica benannt, der 1834 die Gründungsurkunde ausstellte. Ghicas sterbliche Überreste werden in einem Sarkophag in der Kathedrale Sfântul Alexandru aufbewahrt. 1968 nach Neugründung des heutigen Kreises Teleorman wurde Alexandria dessen Hauptstadt und 1979 zum Munizipium ernannt.
Im Jahr 1900 hatte die Stadt 13.675 Einwohner.

## Wirtschaft & Politik
Das wichtigste Branche der Stadt ist die Landwirtschaft, sie gilt als regionales Zentrum. Es gibt einige Mühlen und andere Nahrungsmittel verarbeitende Einrichtungen. Darüber hinaus gibt es Unternehmen der Baustofferzeugung, Chemie und Kautschukverarbeitung.
Alexandria hat 2021 19 Ratsmitglieder (Consilierii Locali) mit folgenden Mandaten im Lokalrat:
- PSD (Sozialdemokratische Partei): 11
- PNL (National-Liberale Partei): 8

## Sehenswürdigkeiten
- Die bischöfliche Kathedrale Sfântul Alexandru[6] wurde von 1869 bis 1898 errichtet[7] und steht unter Denkmalschutz.[8]
- Das Museum der Geschichte wurde 1952 eröffnet und 1997 in ein dreistöckiges Gebäude mit einer Ausstellungsfläche von 2000 m² umgebaut.[9]
- Das Bahnhofsgebäude 1895 errichtet, steht unter Denkmalschutz.[8]
- Die eiserne Brücke über den Fluss Vedea 1905 errichtet, steht unter Denkmalschutz.[8]

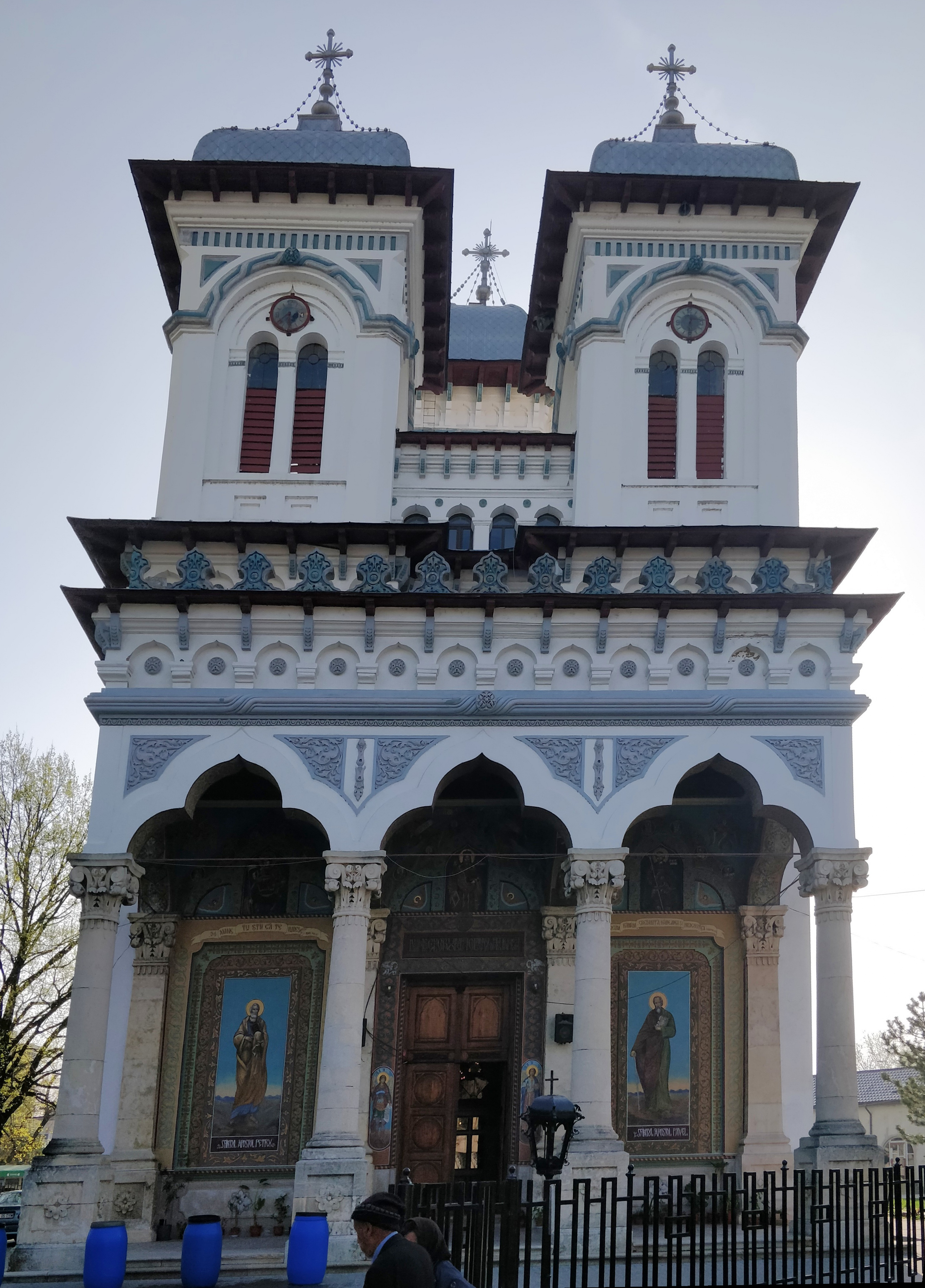
Kathedrale Sfântul Alexandru
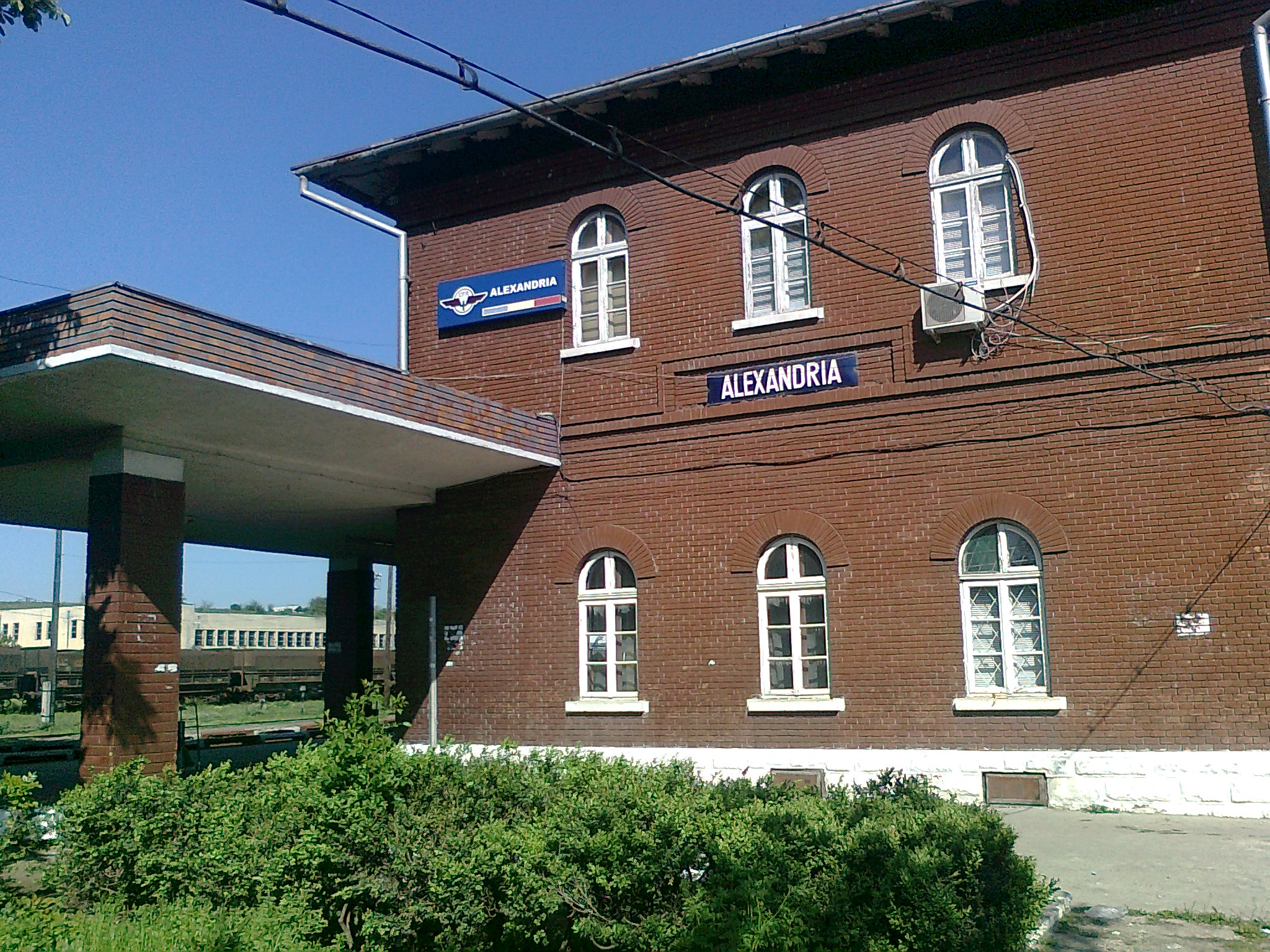
Bahnhofsgebäude
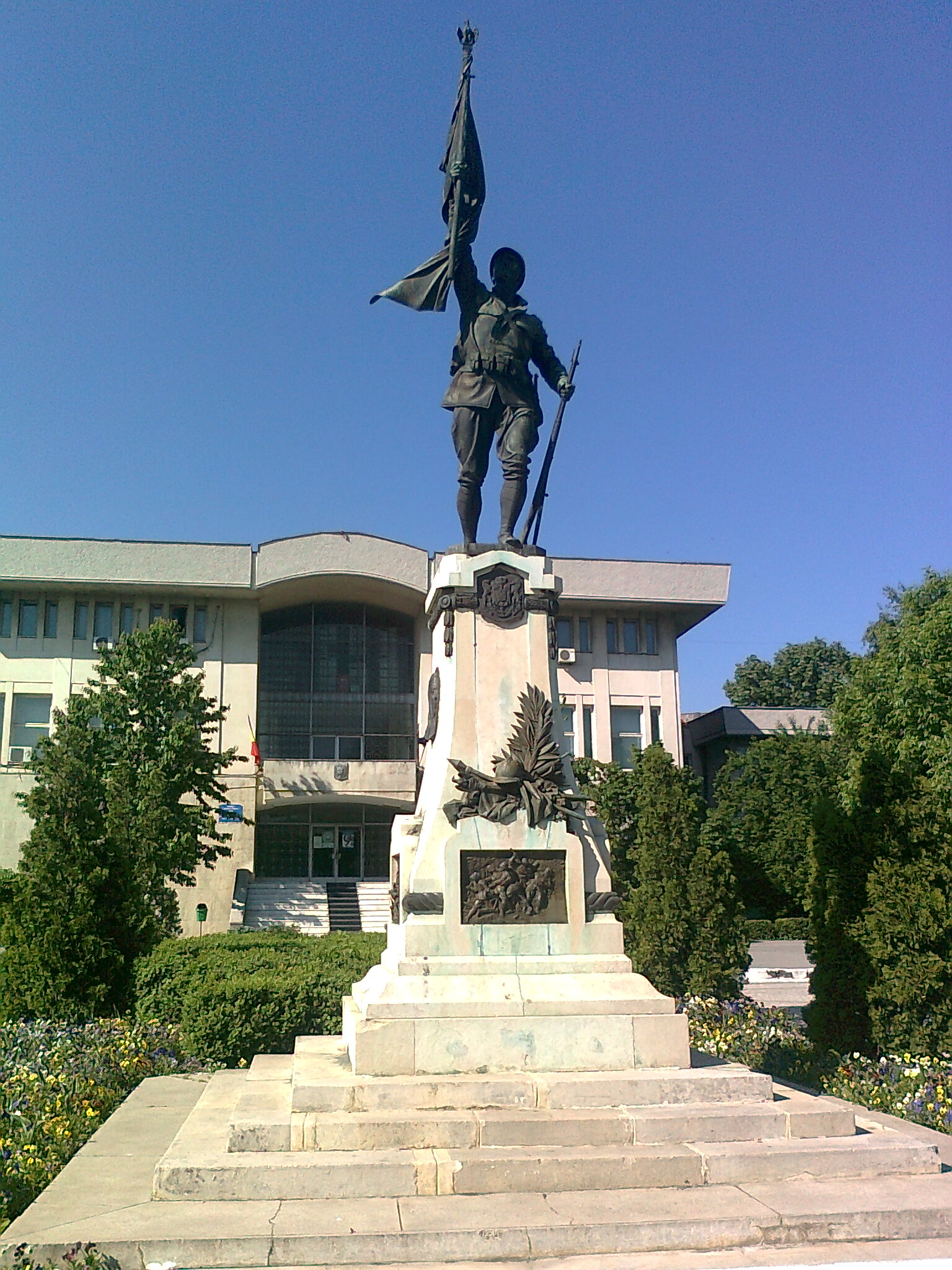
Denkmal für die Helden im Bauernaufstand in Rumänien 1907
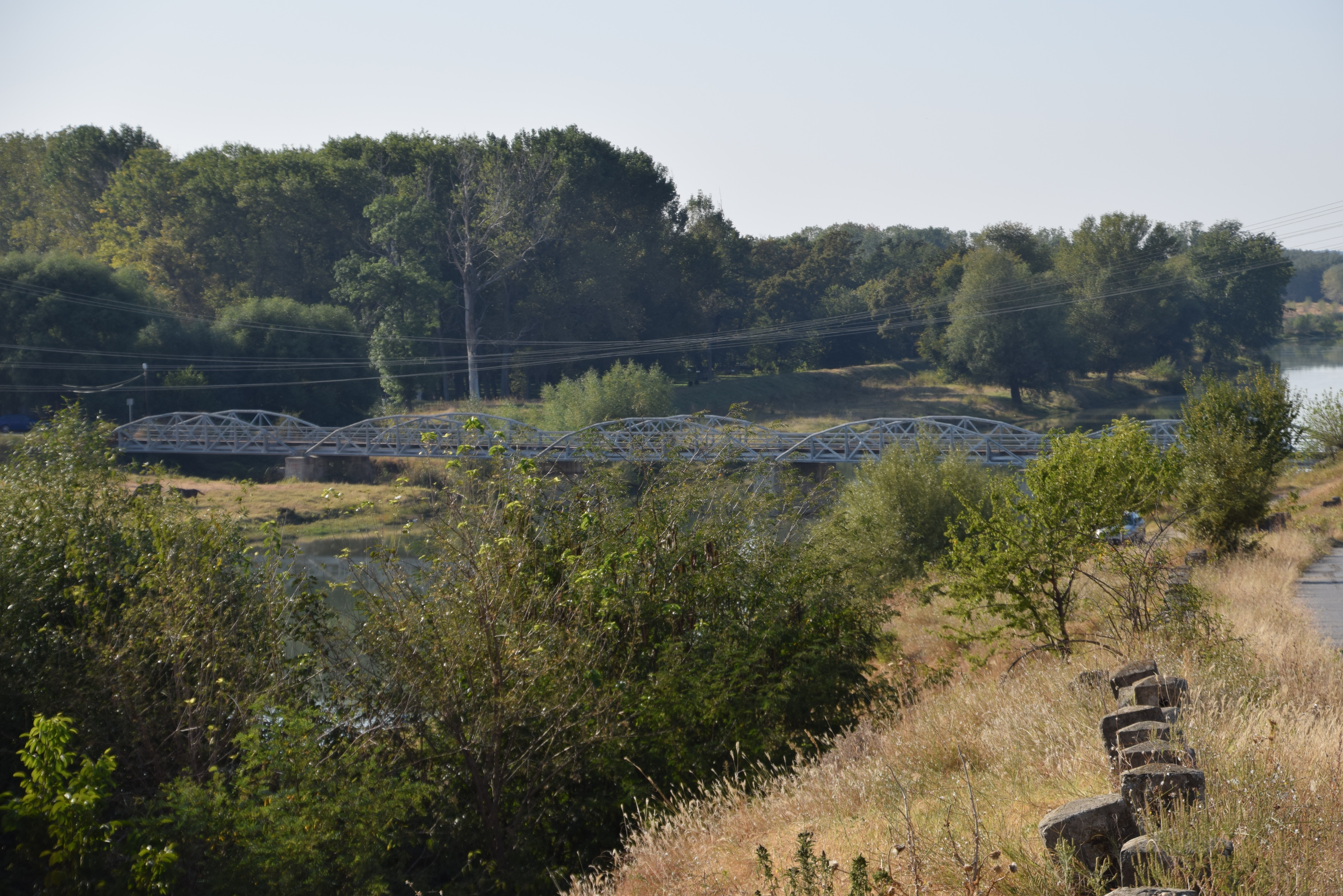
Brücke über die Vedea

## Städtepartnerschaft
Alexandria pflegt eine städtepartnerschaftliche Beziehung mit der Stadt Morlaix in Frankreich seit 2007.

## Söhne und Töchter der Stadt
- Cătălin Botezatu (* 1966), Designer
- Daniel Tudor (* 1974), Fußballspieler
- Sorin Paraschiv (* 1981), Fußballspieler
- Alin Toșca (* 1992), Fußballspieler